# Bedřich ze Strážnice
Bedřich ze Strážnice (? – 1459 Potštejn) byl husitský kněz a hejtman. Významná osobnost historického husitství. Proslul svým uměním vyjednávat a taktizovat. Svým rozhodnutím výrazně rozhodl výsledek bitvy u Lipan. Jeho životopis na základě studia fragmentárně dochovaných informací v dobových pramenech rekonstruoval církevní historik Amedeo Molnár.

## Život

### Osobnost Bedřicha ze Strážnice
O životě Bedřicha ze Strážnice před husitskými válkami víme pouze to, že pocházel z Moravy a byl vladyckého původu. Podle teorie A. Molnára mohl být vysvěcen na kněze již roku 1417 na hradě Lipnice spolu s dalšími husitskými kněžími. Osobnosti Bedřicha ze Strážnice se věnovali 23. 9. 2016 i účastníci semináře „Kolín v období husitských válek a osobnost Bedřicha ze Strážnice“. Husitský duchovní a laický historik Filip Gorazd Martinek o Bedřichově osobnosti napsal:
„Bedřich patřil své době, byl to člověk dobový se vším všudy. Ale nutno podotknout, [že to] byl to také člověk naší doby. Toliko mnohovrstevnatý a osobnostně podivný, až pozdně moderní, politicky angažovaný. Spíše nežli šlechtice a kněze připomíná Bedřich vzděláním manažera anebo kreativního marketéra agitujícího tajně v politických lobby. Boží zákon ustoupil moci politicko-ekonomické, ustoupil člověku, a tak sekularizace začíná již v osobě Bedřicha ze Strážnice, ač on sám zjevně zůstával uvnitř oddaným služebníkem Boha (ač to tak mnohdy nevypadalo a nevypadá).“

### Husitské války
Společně s Tomášem z Vizovic jsou uváděni jako zřejmě jediní moravští stoupenci učení Václava Korandy v Plzni, odkud s dalšími na jaře 1420 odešli v houfu vedeným Janem Žižkou, cestou se účastnili bitvy u Sudoměře a posléze dorazili do města Tábor, sídla založeného na základě principů husitské ideologie. Pod vlivem návštevy táborského města se koncem roku 1420 pokusili založit Nový Tábor či též „moravský Tábor“ u Nedakonic, opevněné husitské sídlo na ostrově u řeky Moravy, ale tento projekt se nezdařil: tábor byl ohrožován vojsky druhé křížové protihusitské výpravy, rozpuštěn a v říjnu 1421 jeho členové poraženi v bitvě u Uherského Ostrohu (Tomáš z Vizovic v bitvě zahynul) a přeživší rozptýleni do jiných husitských svazů. Roku 1421 Bedřich opustil Moravu a připojil se nejprve k sirotkům a později k táborskému svazu. Byl velitelem husitské posádky ve slezském Němčí. Účastnil se husitských výprav do Slezska, Polska a Uherska.
Před bitvou u Lipan sice dorazil na válečné pole, ale po marných jednáních se sirotky a tábority, kterým navrhoval uzavřít s nepřáteli mír, bojiště opustil. V létě 1434 byl zajat slezským šlechticem Heinem z Černova, který jej posléze 20 týdnů věznil na hradě Falkenstein. Propuštěn byl až na popud Aleše Vřešťovského z Rýzmburka. Roku 1435 velel táborské posádce v Kolíně, který se posléze stal na mnoho let jeho hlavní pevností. V roce 1436 uznal Zikmunda českým králem a ten mu na oplátku zapsal Kolín (společně s 23 okolními vesnicemi). Roku 1437 v Kolíně na troskách zničeného kláštera vybudoval hrad, který pojmenoval Lapis refugii (Kámen útočiště). Po popravě Jana Roháče z Dubé se Bedřich ze Strážnice od Zikmunda opět odvrátil.

### Doba interregna
Po smrti krále Zikmunda Bedřich neuznal jeho dědice Albrechta Habsburského a připojil se k tzv. polské straně, podporující nároky Jagellonců na český trůn. Po porážce příznivců polské strany roku 1438 v bitvě u Želenic se spojil s Václavem Cardou z Petrovic, jemuž se podařilo z bitvy ujet. Společně pak u Loun odrazili chystaný útok Jakoubka z Vřesovic na město. Roku 1440 se společně s Janem Koldou z Žampachu a Benešem Mokrovouským z Hustířan neúspěšně pokoušel dobýt Prahu. V roce 1444 se podřídil Jiřímu z Poděbrad a v roce 1446 bojoval se zemským škůdcem Ondřejem Keřským z Římovic na Čáslavsku, kde dobyl jeho hrad Paběnice. Po dobytí Prahy Jiřím z Poděbrad roku 1448 se podařilo Oldřichovi z Rožmberku přivést Bedřicha ze Strážnice a Tábor na svou stranu pro boj proti Jiřímu. Bedřich ze Strážnice plenil Poděbradsko a odrazil útok oddílů Jiřího z Poděbrad na Kolín. Po uzavření smíru mezi oběma stranami roku 1450 setrvával v Kolíně.

### Za vlády Ladislava Pohrobka a Jiřího z Poděbrad

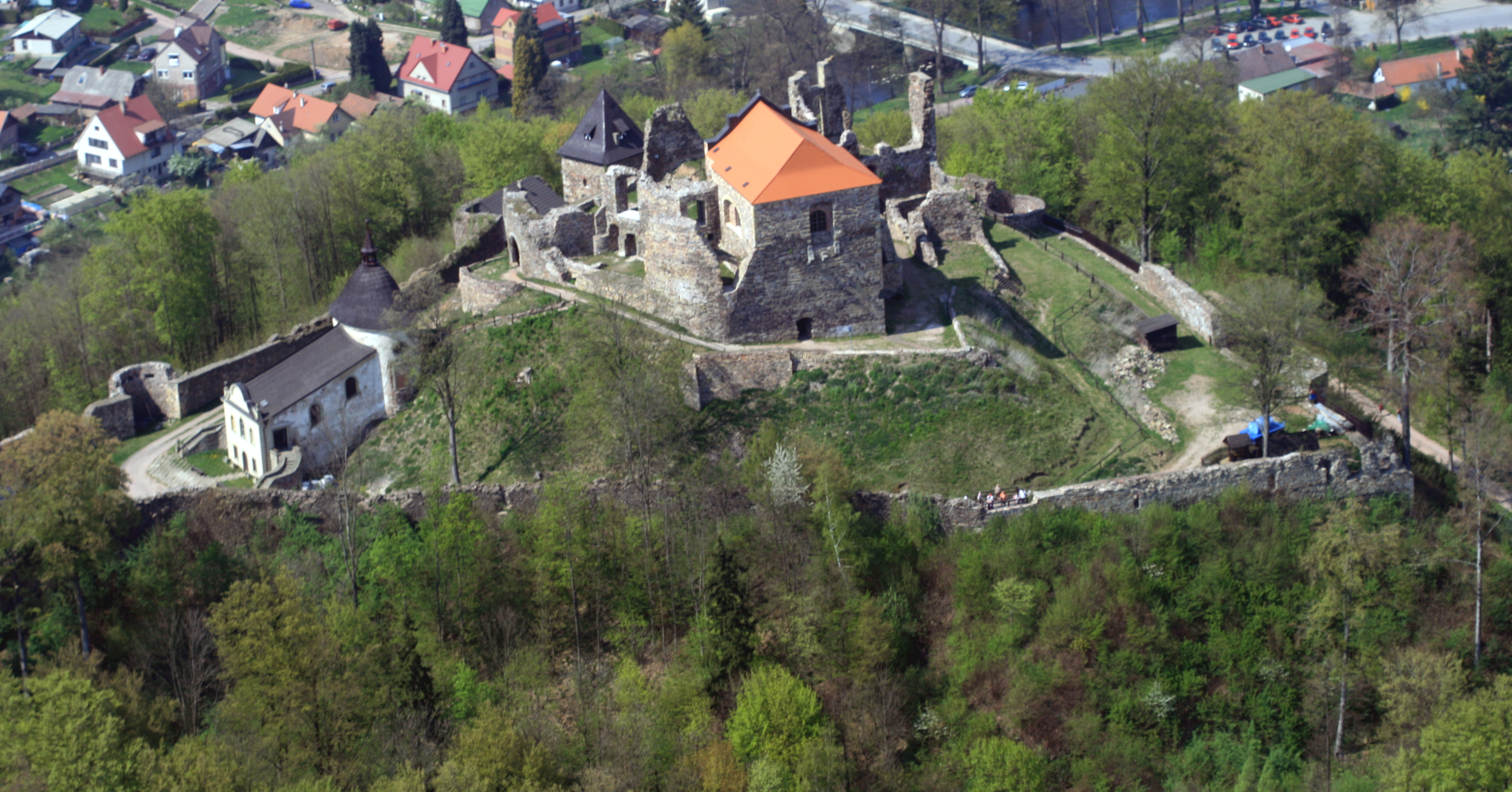
Hrad Potštejn

Roku 1453 se Bedřich poddal králi Ladislavovi a ten mu potvrdil držbu Kolína. Během revize majetků v Čechách v roce 1454 nechal převést zemský správce Jiří z Poděbrad město Kolín na sebe. Není jasné, za jakým podmínek Bedřich Jiřímu město vydal. Patrně jej směnil za hrad Potštejn v Podorlicku, kam posléze Bedřich s rodinou přesídlil a kde roku 1459 zemřel.

## Rodina
Bedřich po sobě zanechal manželku Alžbětu a 4 děti (Jan, Hedvika, Kateřina a Anna), které se mu podařilo legitimizovat. Bedřich měl rovněž bratra Šimona, jehož potomky byli vladykové ze Strážnice a Štítar. Z rodu vladyků ze Štítar pocházela Kateřina ze Štítar, milenka Hynka z Poděbrad.